# Презіденті-Дутра (мікрорегіон)
Презіденти-Дутра (порт. Microrregião de Presidente Dutra) — мікрорегіон в Бразилії, входить в штат Мараньян. Складова частина мезорегіону Центр штату Мараньян. Населення становить 185 946 чоловік на 2006 рік. Займає площу 6724,137 км². Густота населення — 27,7 чол./км².

## Склад мікрорегіону
До складу мікрорегіону включені наступні муніципалітети:
1. Дон-Педру
2. Фортуна
3. Гонсалвіс-Діас
4. Говернадор-Аршер
5. Говернадор-Еуженіу-Баррус
6. Говернадор-Луїс-Роша
7. Граса-Аранья
8. Презіденті-Дутра
9. Сенадор-Алешандрі-Коста
10. Сан-Домінгус-ду-Мараньян
11. Сан-Жозе-дус-Базіліус

| Бразилія | Це незавершена стаття з географії Бразилії. Ви можете допомогти проєкту, виправивши або дописавши її. |